# كالامين (معدن)

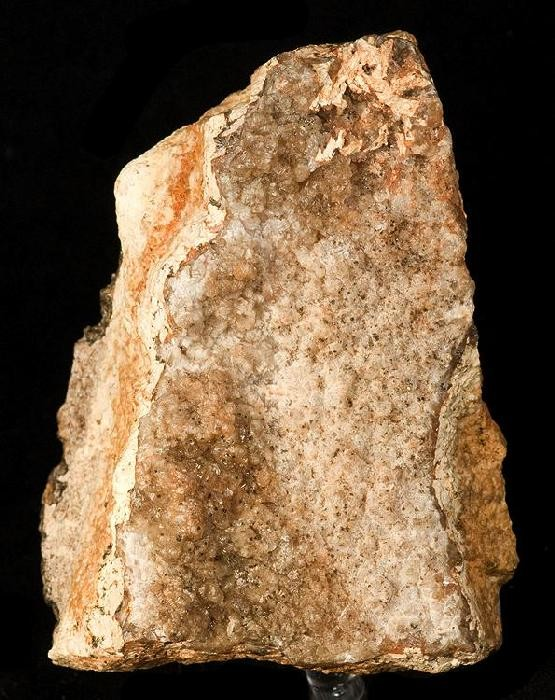
عينة من معدن الكالامين من ولاية ميزوري الأمريكية

الكالامين هو اسم تاريخي لخام الزنك، وهو تحريف من اللغة اللاتينية لكلمة καδμία كادميا الإغريقية التي كانت تعني خامات الزنك عموماً.
اكتشف لاحقاً في أوائل القرن التاسع عشر أن الكالامين خليط من معدنين متمايزين، وهما السميثسونيت (المكون من كربونات الزنك ZnCO3)، ومن معدن الهيميمورفيت (المكون من سيليكات الزنك Zn4Si2O7(OH)2·H2O). ولكن على رغم الاختلاف من حيث التركيب والبنية البلورية، إلا أن المظهر الخارحي لكلا المعدنين متشابه. كان جيمس سميثسون أول من تمكن من الفصل بين هذين المعدنين، وذلك في سنة 1803.